# ديفيد هيوز (لاعب كريكت)
ديفيد هيوز (1934 في المملكة المتحدة - ) (بالإنجليزية: David Hughes)‏ هو لاعب كريكت بريطاني. لعب مع نادي مقاطعة سومرست للكريكت ‏.